# Çanakkale (provincie)
Çanakkalská provincie je tureckou provincií, nachází se na severozápadě země, částečně zasahuje do Evropy. Rozkládá se na obou březích průlivu Dardanely. Jmenuje se podle svého hlavního města – Çanakkale.

## Administrativní členění

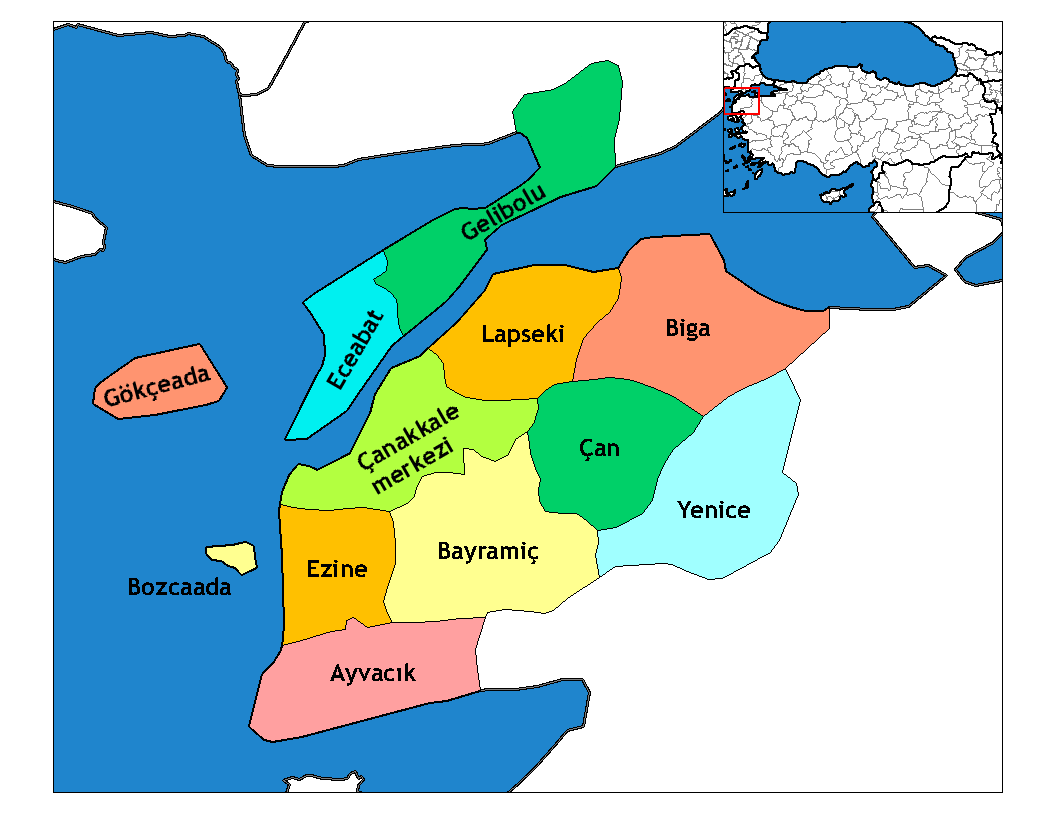
Distriktry v Çanakkalské provincii

Çanakkalská provincie se administrativně člení na 12 distriktů:
- Çanakkale
- Ayvacık
- Bayramiç
- Biga
- Bozcaada
- Çan
- Eceabat
- Ezine
- Gelibolu
- Gökçeada
- Lapseki
- Yenice